# Landonia
Genre
Landonia est un genre de poissons téléostéens de la famille des Characidae et de l'ordre des Characiformes. Le genre Landonia est mono-typique, c'est-à-dire qu'il n'est composé que d'une seule espèce, Landonia latidens.

## Liste d'espèces
Selon FishBase (10 juin 2015):
- Landonia latidens Eigenmann & Henn, 1914